# Waldo Machado
Pour les articles homonymes, voir Machado.
Waldo Machado da Silva, plus connu sous le nom de Waldo, est un footballeur international brésilien né le 9 septembre 1934 à Niterói dans l'État de Rio de Janeiro et mort le 25 février 2019 à Burjassot dans la province de Valence .
Il évolue au poste d'attaquant du milieu des années 1950 au début des années 1970. Après des débuts à Madureira, il rejoint le Fluminense Football Club dont il est le meilleur buteur de l'histoire avec 319 buts en 401 matchs. Il remporte avec ce club le Campeonato Carioca en 1959. Il signe ensuite dans le club espagnol du Valence CF avec qui il gagne la Coupe des villes de foires en 1962 et 1963 ainsi que la Coupe d'Espagne en 1967. Il termine sa carrière professionnelle à l'Hércules Alicante.
Il compte quatre sélections pour deux buts inscrits en équipe du Brésil.

## Biographie
Waldo est né à Niterói, Rio de Janeiro. Après avoir rejoint le groupe Madureira Esporte Clube au début des années 1950, il fait ses débuts en tant que senior en 1953.
Le frère cadet de Waldo, Wanderley, était également footballeur et attaquant. Il a passé la majeure partie de sa carrière avec Levante UD et CD Málaga, et les deux coéquipiers 
étaient chez Hércules.
Il est surtout connu pour avoir évolué durant sa carrière dans le Fluminense Football Club ainsi qu'à Valence CF.
Il est le meilleur buteur de l'histoire du club carioca de Fluminense, avec 314 buts en 401 matchs.
Il est également le meilleur buteur du championnat d'Espagne avec Valence en 1967.

## Palmarès
- Fluminense[3]
  - Campeonato Carioca : 1959
  - Torneio Rio-São Paulo : 1957, 1960

- Valence CF[3]
  - Coupe des villes de foires : 1962, 1963
  - Coupe d'Espagne : 1967
  - Pichichi : 1966–1967